# Ortaffa
Ortaffa – miejscowość i gmina we Francji, w regionie Oksytania, w departamencie Pireneje Wschodnie.
Według danych na rok 1990 gminę zamieszkiwały 803 osoby, a gęstość zaludnienia wynosiła 95 osób/km² (wśród 1545 gmin Langwedocji-Roussillon Ortaffa plasuje się na 400. miejscu pod względem liczby ludności, natomiast pod względem powierzchni na miejscu 832.).

## Zabytki
Zabytki na terenie gminy posiadające status monument historique:
- kościół św. Eugenii (Église Sainte-Eugénie d'Ortaffa)

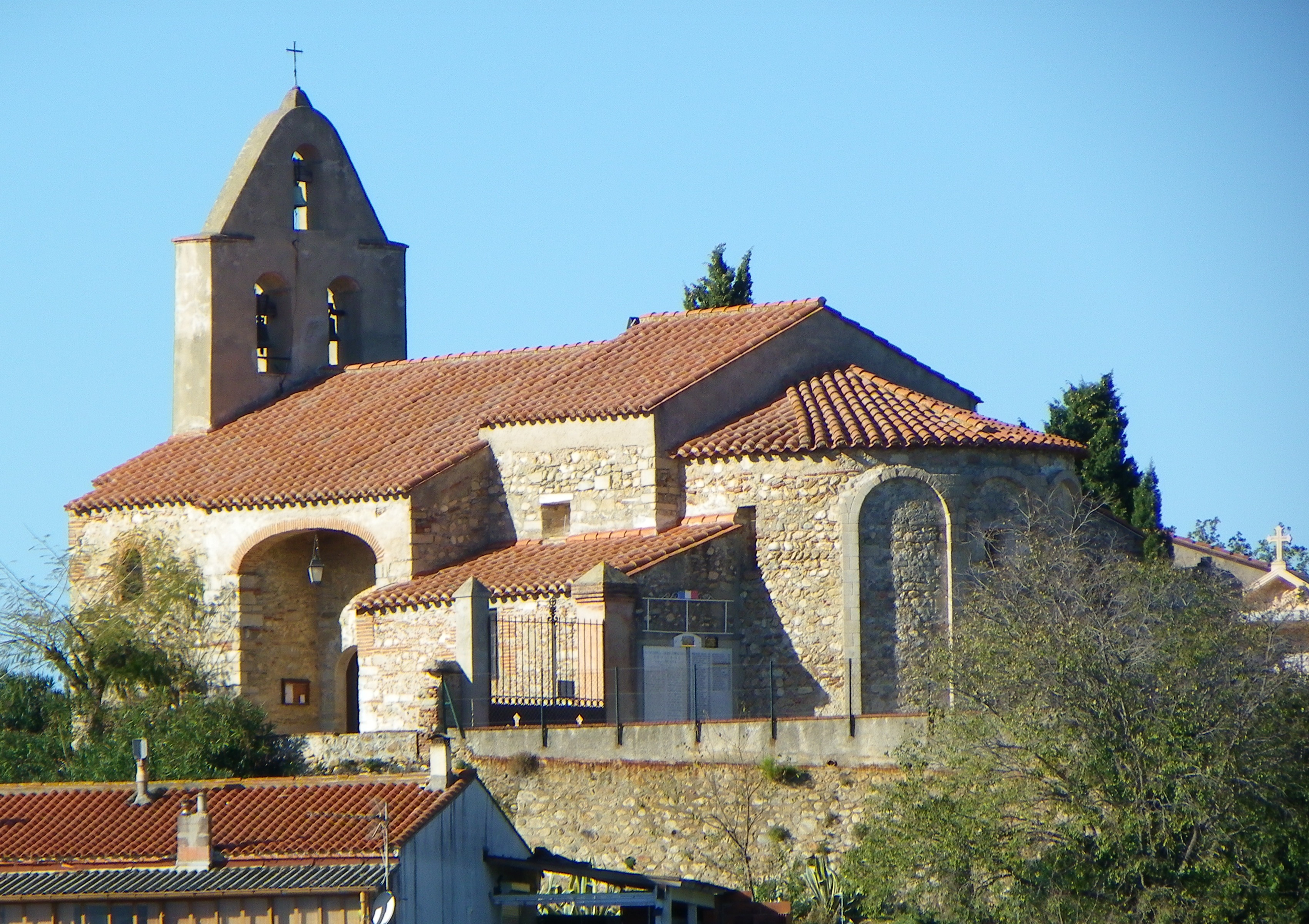
Kościół w Ortaffa

## Populacja

Populacja Ortaffa w latach 1962–2008